# Białoruska Centralna Rada

Flaga używana przez zwolenników wyzwolenia Białorusi spod władzy radzieckiej

Pieczęć Białoruskiej Centralnej Rady

Białoruska Centralna Rada (biał. Biełaruskaja centralnaja rada, niem. Weißruthenischer Zentralrat) – namiastka rządu białoruskiego utworzona za pozwoleniem niemieckich władz okupacyjnych w latach 1943–1944.
Białoruska Centralna Rada (B.C.R.) była faktycznie organem niemieckiej administracji okupacyjnej. B.C.R. powołano 21 grudnia 1943 roku w celu mobilizacji sił Białorusinów do walki z bolszewizmem. B.C.R. miała uprawnienia do samodzielnej działalności kulturalnej, socjalnej i oświatowej. Prezydentem B.C.R. mianowano Radosława Ostrowskiego, któremu podlegały centralne struktury Rady w Mińsku oraz aparat terenowy.
W marcu 1944 Białoruska Centralna Rada przeprowadziła mobilizację do Białoruskiej Obrony Krajowej, składającej się z Białoruskiej Samoobrony i Białoruskiej Policji Pomocniczej. Na jej czele której stanął generał Franciszek Kuszel. W czerwcu 1944 B.C.R. zwołała II Kongres Wszechbiałoruski. Podczas kongresu potwierdzono deklarację niepodległości Rady Białoruskiej Republiki Ludowej z 25 marca 1918 roku.
Równoległe działała Białoruska Samopomoc Ludowa.
W lipcu 1944 roku w wyniku wkroczenia wojsk radzieckich do Białorusi, Białoruska Centralna Rada ewakuowała się do Berlina.